# Ephippiochthonius gallii
Espèce
Synonymes
- Chthonius gallii Gardini, 2013

Ephippiochthonius gallii est une espèce de pseudoscorpions de la famille des Chthoniidae.

## Distribution
Cette espèce est endémique de Ligurie en Italie. Elle se rencontre vers Bergeggi et Calizzano.

## Description
Ephippiochthonius gallii mesure de 1,1 à 1,25 mm.

## Étymologie
Cette espèce est nommée en l'honneur de Loris Galli.

## Publication originale
- Gardini, 2013 : A revision of the species of the pseudoscorpion subgenus Chthonius (Ephippiochthonius) (Arachnida, Pseudoscorpiones, Chthoniidae) from Italy and neighbouring areas. Zootaxa, no 3655(1), p. 1-151.